# Hegermila andina
Hegermila andina är en svampart som först beskrevs av Narcisse Theophile Patouillard, och fick sitt nu gällande namn av Raitv. 1995. Hegermila andina ingår i släktet Hegermila och familjen Hyaloscyphaceae.   Inga underarter finns listade i Catalogue of Life.